# 2022년 10월 죽음
다음은 2022년 10월에 사망한 저명한 인물 목록이다.
- 10월 1일 - 일본의 프로레슬러, 정치인 안토니오 이노키
- 10월 2일 - 미국의 영화배우 서신 리틀페더
- 10월 3일
  - 대한민국의 만화가 크로키스토리화 대가 김정기
  - 루마니아의 펜싱선수 플로린 잘로미르
- 10월 4일
  - 대한민국의 정치인 김동길
  - 미국의 싱어송라이터 로레타 린
- 10월 5일 -공간조작전시 홍익대 교수 김태호
- 10월 7일
  - 미국의 영화배우 오스틴 스토커
  - 미국의 육상, 포환던지기선수 윌리엄 니더
  - 일본의 음악작곡가 이치야나기 토시
- 10월 8일 - 프랑스의 철학자 브뤼노 라투르
- 10월 10일
  - 미국의 가수 아니타 커
  - 대한민국의 군인 이희근
- 10월 11일 - 영국의 영화배우 앤절라 랜즈베리
- 10월 13일 - 미국의 야구선수 브루스 수터
- 10월 14일
  - 그리스의 태권도선수 알렉산드로스 니콜라이디스
  - 스코틀랜드의 영화배우 로비 콜트레인
  - 미국의 영화배우 테드 화이트
- 10월 16일
  - 대한민국의 정치인 이용희
  - 체코의 영화배우 요세프 소므르
- 10월 18일
  - 대한민국의 만화가 박기정
  - 대한민국의 신학자 유동식
- 10월 20일 - 미국의 영화배우 론 마삭
- 10월 21일
  - 일본의 축구선수 구도 마사토
  - 대한민국의 경제학자 정태인
  - 중화인민공화국의 정치인 쉬광춘
- 10월 22일
  - 대한민국의 목사 김기동
  - 오스트리아의 기업인 디트리히 마테시츠
- 10월 24일 - 미국의 영화배우 레슬리 조던
- 10월 25일
  - 대한민국의 노동운동가 김금수
  - 미국의 정치인 애슈턴 카터
  - 오스트레일리아의 정치인 토니 스트리트
- 10월 26일 - 프랑스의 추상화가 피에르 술라주
- 10월 28일 - 미국의 싱어송라이터 제리 리 루이스
- 10월 29일
  - 대한민국의 제12~14대 국회의원 박실
  - 대한민국의 정치인 이춘섭
- 10월 30일
  - 대한민국의 정치인 김원웅
  - 대한민국의 치어리더 김유나
  - 대한민국의 배우 이지한
  - 대한민국의 배우 최종수
  - 미국의 풋볼선수 마이크 패닝